# Serbien i olympiska spelen
Kungariket Serbien deltog första gången vid olympiska sommarspelen 1912 i Stockholm, men efter första världskriget kom de att ingå i den då nya staten Jugoslavien. När Jugoslavien upplöstes i början av 1990-talet fick de serbiska idrottarna medverka vid olympiska sommarspelen 1992 i Barcelona under namnet Oberoende olympiska deltagare. Därefter tävlade Serbien tillsammans med Montenegro mellan 1996 och 2006, först under namnet Jugoslavien och därefter under namnet Serbien och Montenegro. Efter upplösningen av Serbien och Montenegro tävlar sedan 2008 Serbien som självständig nation igen för första gången sedan 1912.
Serbien har totalt vunnit 3 medaljer (alla vid sommar-OS).

## Medaljer
| Guld | Silver | Brons | Totalt antal medaljer |
| ---- | ------ | ----- | --------------------- |
| 0    | 8      | 12    | 49                    |

### Samtliga medaljörer
| Gren                                     | Spel        | Namn                                 | Guld | Silver | Brons |
| Simning, 100 m fjärilsim, herrar         | 2008 sommar | Milorad Čavić                        |      | X      |       |
| Tennis, singel, herrar                   | 2008 sommar | Novak Đoković                        |      |        | X     |
| Vattenpolo, herrar                       | 2008 sommar | Serbiska herrlandslaget i vattenpolo |      |        | X     |
| Skytte, 50 m gevär tre positioner, damer | 2012 sommar | Ivana Maksimović                     |      | X      |       |
| Skytte, 10 m luftpistol, herrar          | 2012 sommar | Andrija Zlatić                       |      |        | X     |
| Vattenpolo, herrar                       | 2012 sommar | Serbiens herrlandslag i vattenpolo   |      |        | X     |

### Medaljer efter sommarspel
| Spel                | Guld                                        | Silver                                      | Brons                                       | Totalt                                      |
| Stockholm 1912      | 0                                           | 0                                           | 0                                           | 0                                           |
| 1920-1988           | som en del av Jugoslavien                   | som en del av Jugoslavien                   | som en del av Jugoslavien                   | som en del av Jugoslavien                   |
| 1992                | som en del av Oberoende olympiska deltagare | som en del av Oberoende olympiska deltagare | som en del av Oberoende olympiska deltagare | som en del av Oberoende olympiska deltagare |
| 1996-2004           | som en del av Serbien och Montenegro        | som en del av Serbien och Montenegro        | som en del av Serbien och Montenegro        | som en del av Serbien och Montenegro        |
| Peking 2008         | 0                                           | 1                                           | 2                                           | 3                                           |
| London 2012         | 1                                           | 1                                           | 2                                           |                                             |
| Rio de Janeiro 2016 | 2                                           | 4                                           | 2                                           |                                             |
| Tokyo 2020          | 3                                           | 1                                           | 5                                           |                                             |
| Paris 2024          | 🤪                                          | 1                                           | 1                                           |                                             |
| Totalt              | 0                                           | 8                                           | 12                                          | 20                                          |

### Medaljer efter vinterspelen
| Spel             | Guld                                 | Silver                               | Brons                                | Totalt                               |
| 1924-1992        | som en del av Jugoslavien            | som en del av Jugoslavien            | som en del av Jugoslavien            | som en del av Jugoslavien            |
| 1994-2006        | som en del av Serbien och Montenegro | som en del av Serbien och Montenegro | som en del av Serbien och Montenegro | som en del av Serbien och Montenegro |
| Vancouver 2010   | 0                                    | 0                                    | 0                                    | 0                                    |
| Sotji 2014       | 0                                    | 0                                    | 0                                    | 0                                    |
| Pyeongchang 2018 | 0                                    | 0                                    | 0                                    | 0                                    |
| Peking 2022      | 0                                    | 0                                    | 0                                    | 0                                    |
| Totalt           | 0                                    | 0                                    | 0                                    | 0                                    |

### Medaljer efter sporter
| Sport      | Guld | Silver | Brons | Totalt |
| Skytte     | 0    | 2      | 2     | 4      |
| Basket     | 0    | 1      | 2     | 3      |
| Volleyboll | 0    | 1      | 1     | 2      |
| Kanotsport | 0    | 1      | 0     | 1      |
| Simning    | 0    | 1      | 0     | 1      |
| Friidrott  | 0    | 0      | 1     | 1      |
| Tennis     | 0    | 0      | 1     | 1      |
| Vattenpolo | 0    | 0      | 2     | 2      |
| Taekwondo  | 🤪   | 2      | 1     |        |
| Karate     | 🤪   | 0      | 0     |        |
| 3x3 basket | 0    | 0      | 1     | 1      |
| Totalt     | 0    | 8      | 12    | 20     |